# Gaia14aae
Désignations
Gaia14aae, également connue comme ASASSN-14cn, est une étoile variable cataclysmique de type AM Canum Venaticorum de la constellation du Dragon. D'après la mesure de sa parallaxe annuelle par le satellite Gaia, le système est distant d'environ ∼ 840 a.l. (∼ 258 pc) de la Terre. C'est premier système de type AM CVn connu où la naine blanche est totalement éclipsée, ce qui permet de déterminer précisément ses propriétés, dont la masse de ses composantes.
Gaia14aae est découverte en 2014 de manière indépendante par les programmes All Sky Automated Survey for SuperNovae (ASASSN) et Gaia Science Alerts, durant deux éruptions différentes. Une troisième éruption du système est par la suite retrouvée dans les données archivées du programme Pan-STARRS-1. Sa détection par le satellite Gaia constitue la cinquième science alert après la mise en place de ce système d'alerte d'événements transitoires en 2014.
Les deux composantes du système de Gaia14aae tournent l'une autour de l'autre avec une période orbitale de 49,71 min, ce qui est relativement long pour une variable de type AM CVn, qui sont des systèmes extrêmement compacts. Il s'agit également d'une binaire à éclipses dont l'amplitude des éclipses est de 2,3 magnitudes, et la magnitude moyenne en-dehors des éclipses est de 18,70.
Gaia14aae, comme toutes les variables cataclysmiques de type AM CVn, est composée d'une naine blanche qui accrète de la matière au sein d'un disque, essentiellement de l'hélium, à partir d'un « donneur » évolué de faible masse et constitué de matière dégénérée ou semi-dégénérée. Une analyse utilisant la spectroscopie résolue en phase a permis de mettre en évidence deux zones d'émission brillantes de He I, correspondant à deux zones de densité principales au sein du disque d'accrétion. La naine blanche est 87 % aussi massive que le Soleil, mais elle est complètement éclipsée par son compagnon qui n'est que 2,5 % aussi massif que le Soleil. L'histoire évolutive du système, notamment pour déterminer le progéniteur du donneur, est incertaine.